# Argot Internet
 (juillet 2021).
Si vous disposez d'ouvrages ou d'articles de référence ou si vous connaissez des sites web de qualité traitant du thème abordé ici, merci de compléter l'article en donnant les références utiles à sa vérifiabilité et en les liant à la section « Notes et références ».

Exemple de texte écrit en langage SMS : « bjr sava? », pour dire « Bonjour, ça va ? »

L’argot Internet est un ensemble d'abréviations et d'acronymes utilisés dans les communications sur Internet (messageries, forums, médias sociaux, etc.).
Ce sociolecte est né du constat que « moins il y a de lettres, plus vite les messages sont écrits ». Il est également utilisé sur les bulletin board systems et les SMS. Cependant, certains acronymes sont antérieurs à l’avènement d'Internet, voire antérieurs aux ordinateurs.

## Utilisation de l'argot
Sur Internet, chaque type de média peut favoriser des comportements qui lui sont propres.
Dans les médias de discussion en temps réel, entre deux personnes comme les messageries instantanées, ou pour un ensemble de personnes comme IRC, l'économie de la frappe est privilégiée par les utilisateurs.
Dans les médias de discussion en temps différé, comme les forums Internet, les articles peuvent être réfléchis et un modérateur peut veiller à la qualité des discussions. Dans ce type de média, le jargon, les abréviations bien connues et l'absence de fautes d'orthographe sont plus appréciés par les autres utilisateurs.

## Jargon
Sur Internet des communautés se forment, pour échanger des informations sur des sujets bien précis. L'utilisation de jargon spécifique à chaque domaine est inévitable. C'est donc aussi le cas du jargon informatique.

## Émoticône
Les émoticônes sont des caractères typographiques qui, combinés, « dessinent » la plupart du temps un visage, afin d'exprimer une émotion.

## Leet speak
Le leet speak (« langage de l'élite ») consiste à remplacer une ou plusieurs lettres d'un mot par des chiffres ou d'autres symboles approchant le graphisme des symboles d'origine.
Exemples de leetspeak :
- « leet » lui-même peut s'écrire « l33t » ou « 1337 » ;
- « Fatal1ty », « Pott1 », sont des pseudonymes de joueurs professionnels de sport électronique ;
- « |\|O\/\/ 15 7|-|3 71|\/|3 » signifie Now is the time (« Il est maintenant grand temps ! » ou « C'est maintenant le grand moment ! ») (pastiche du Now is the time for all good men to come to the aid of their country de l'armée)
- Le port utilisé par le ver Back Orifice est le 31337 (ELEET).

## Art ASCII
L'art ASCII, antérieur au langage SMS, consiste à « dessiner » des images plus complexes que de simples émoticônes, également avec l'usage de caractères typographiques.
|  |  |

```
         (__)                        
         (oo)                                      ||   ||      \                 (\_/)  
  /-------\/         __              O             ||___||       \ /\     ()_()   (^_^)  
 / |     ||         /o)\            /|\            (=*.*=)       ()     (='.'=)  (>$<)       <('. ' <)     
*  ||----||         \(o/            / \            (")_(")     .(o).   (")_(")  (/ \)
   ~~    ~~
    Vache          
Yin/Yàng
        Humain                         Lapins                        
Kirby
```

## Langage SMS
Popularisé par les téléphones mobiles, et poussé par les campagnes commerciales des opérateurs de téléphonie mobile, le langage SMS a envahi les blogs et les forums Internet. Servant souvent d'excuse pour cacher de véritables fautes d'orthographe, le langage SMS est peu apprécié dans bon nombre de forums.

## Langage Télex international
Quelques expressions du Télex international, comme MOM et GA sont parfois utilisées aussi.

## Partout dans le monde
En japonais, le terme moe est devenu d'usage courant parmi les utilisateurs d'argot et signifie quelque chose d'"inestimablement mignon" et attrayant.
L'internet a permis à des personnes du monde entier de se connecter les unes aux autres, permettant ainsi l'établissement de relations "mondiales". Il est donc important que les différents types d'argot utilisés sur Internet soient reconnaissables par tous. Il est également important de le faire parce que d'autres langues rattrapent rapidement l'anglais sur l'internet à la suite de la croissance de l'utilisation de l'internet dans des pays majoritairement non anglophones. En fait, en janvier 2020, seuls 259 % environ des internautes auront l'anglais pour langue maternelle.
Les motivations qui poussent à choisir l'argot varient d'une culture à l'autre, en plus des différences entre les langues utilisées. Par exemple, en Chine, en raison des règles strictes imposées à l'utilisation de l'internet, les utilisateurs ont tendance à utiliser un certain argot pour parler de questions considérées comme sensibles par le gouvernement. Il s'agit notamment de l'utilisation de symboles pour séparer les caractères des mots afin d'éviter qu'ils ne soient détectés par le balayage manuel ou automatique des modèles de texte et qu'ils ne soient censurés par la suite.
Les acronymes sont populaires dans différentes cultures, notamment dans des pays tels que le Japon, la Chine, la France, le Portugal, etc et sont utilisés en fonction de la langue spécifique parlée par les utilisateurs d'Internet. Le même style de création d'argot se retrouve également dans les langues non alphabétiques, telles que la forme "e gao" ou le discours politique alternatif.
La différence de langue entraîne souvent des malentendus, comme le montre l'exemple du son "555", qui ressemble à "pleurer" en chinois et à "rire" en thaïlandais. Un exemple similaire est celui de l'anglais "haha" et de l'espagnol "jaja", qui sont tous deux des expressions sonores similaires du rire, mais la différence de langue a également entraîné l'utilisation d'une consonne différente pour produire le même son.